# Итатка (Томский район)

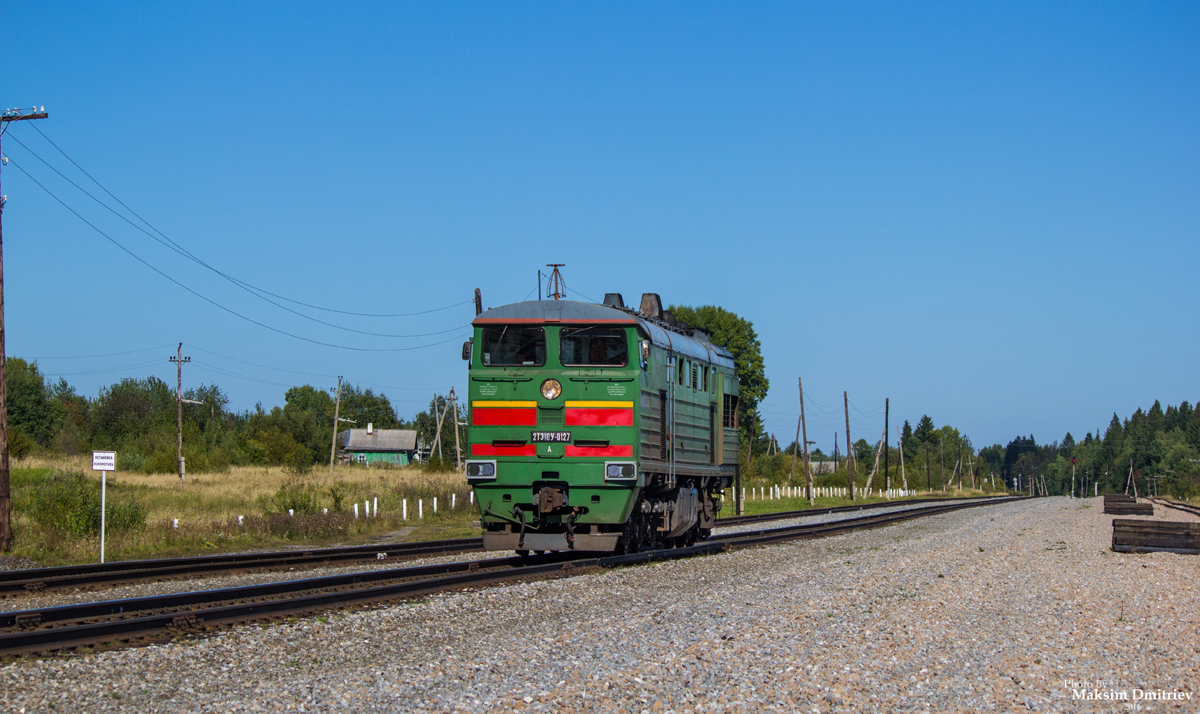
Станция Итатка

Ита́тка — село в Томском районе Томской области. Административный центр Итатского сельского поселения.

## География
Село находится на реке Итатке в 55 км к северо-востоку от города Томска. Через село проходит железная дорога Томск — Асино и тупиковая автодорога, идущая от села Малиновка. Неподалёку расположено село Томское.

## История
С 1964 до 1992 гг. село являлось посёлком городского типа (рабочим посёлком).

## Население
| 1970  | 1979  | 1989  | 2002  | 2008  | 2009  | 2010  | 2011  | 2012  |
| ----- | ----- | ----- | ----- | ----- | ----- | ----- | ----- | ----- |
| 4057  | ↗4575 | ↘3238 | ↘1491 | ↘1323 | ↘1310 | ↗1361 | ↗1367 | ↘1350 |
| 2013  | 2014  | 2015  | 2021  |       |       |       |       |       |
| ↘1297 | ↘1277 | ↘1275 | ↘1090 |       |       |       |       |       |

## Инфраструктура
Итатский специальный дом-интернат для престарелых и инвалидов. Лестрансхоз. Попытки построить здесь комбинат по производству ДСП окончились неудачно.